# Albertogaudrya
Albertogaudrya és un gènere extint de mamífers astrapoteris de la família dels trigonostilòpids que visqueren a Sud-amèrica durant l'Eocè, fa entre 38 i 56 milions d'anys. Se n'han trobat restes fòssils a les províncies argentines de Chubut i Salta. Les espècies d'aquest grup atenyien una mida entre la d'una ovella i la d'un tapir menut. Això en feia uns dels mamífers més grossos del seu context temporal i geogràfic, tot i que eren força més petits que la majoria dels seus parents posteriors. Fou anomenat en honor del paleontòleg francès Jean Albert Gaudry.